# تجربة المستخدم

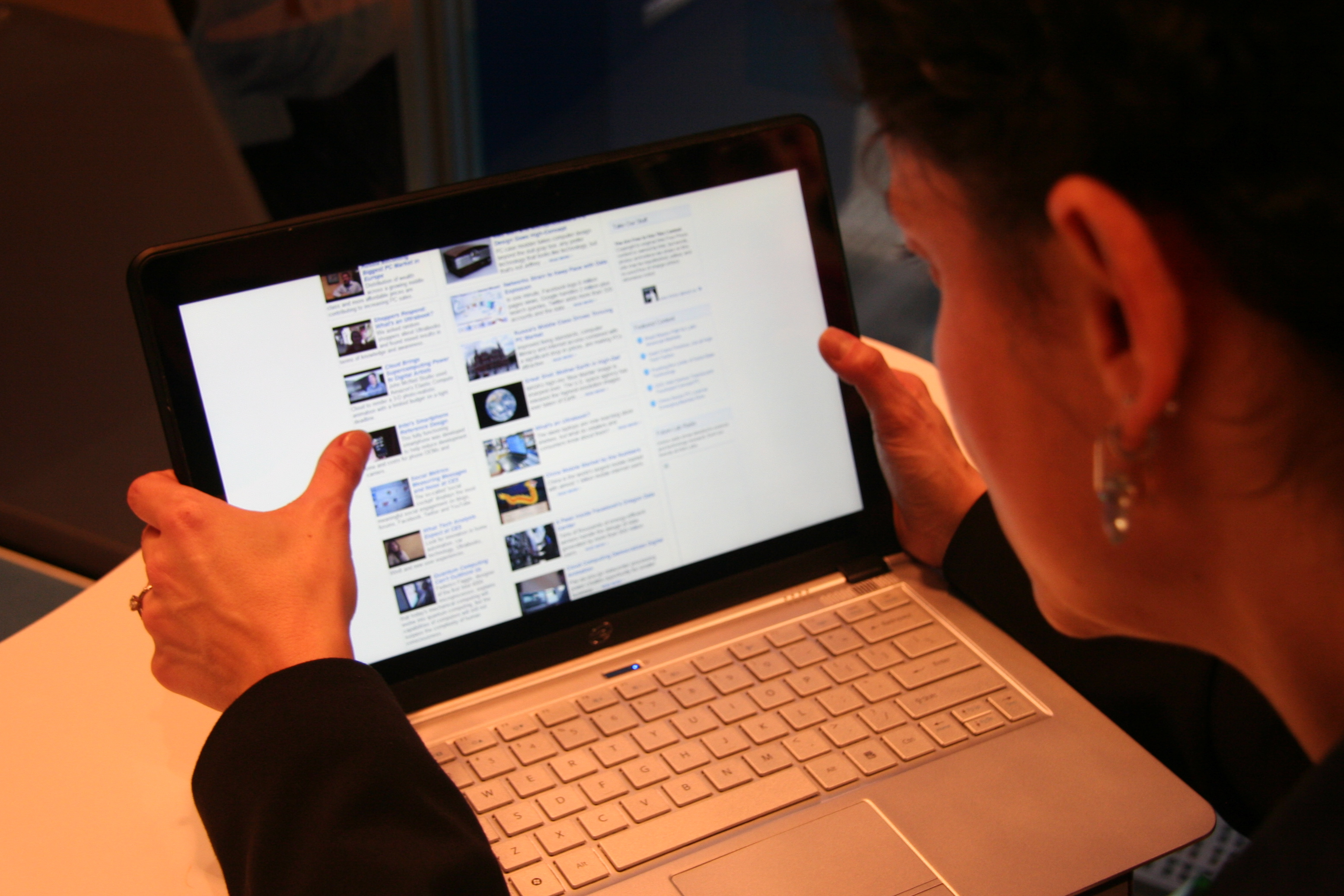

تجربة المستخدم (بالإنجليزية: User experience)‏، يُطلق عليها اختصاراً UX، هي كل ما يرتبط بسلوك وموقف وإحساس المستخدم حيال استخدامه منتجاً أو نظاماً أو خدمةً معيّنة. تُبْرِز تجربة المستخدم الجوانب القيمة والعاطفية والتجريبية وذات المعنى في التفاعل بين الإنسان والحاسب وملكية المنتج، ولكن تتضمن أيضاً تصورات أي شخص حول الجوانب العملية مثل الفائدة وسهولة الاستخدام وكفاءة النظام.
تعتبر تجربة المستخدم شخصيةً في الطبيعة، لأنها تكون عن مشاعر الشخص وأفكاره عن النظام. تعد تجربة المستخدم ديناميكية، لأنها تتغير مع الوقت عندما تتغير الظروف.

## تعريفات
يعرف نظام آيزو ISO 9241-210 تجربة المستخدم بأنها تصورات شخص ما وردوده الناتجة عن الاستخدام أو الاستخدام المتوقع لمنتج أو نظام أو خدمة. طبقاً لتعريف آيزو فإن تجربة المستخدم تتضمن جميع انفعالات المستخدم واعتقاداته وتفضيلاته وتصوراته وردود أفعاله الجسدية والنفسية، وسلوكه وإنجازاته التي حدثت قبل أو خلال أو بعد الاستخدام. يتضمن التعريف أيضاً ثلاثة عوامل تؤثر على تجربة المستخدم:
1. النظام
2. المستخدم
3. محيط الاستخدام.

تلمح الملاحظة الثالثة من النظام على أن صلاحية الاستخدام تخاطب جوانب تجربة المستخدم مثل «معايير صلاحية الاستخدام يكمن استخدامها لتقييم جوانب تجربة المستخدم». لا يشرح النظام للأسف أكثر عن توضيح العلاقة بين تجربة المستخدم وصلاحية الاستخدام. ويتضح أن كلا الأمرين مفهومين متداخلين، حيث تتضمن صلاحية الاستخدام الجوانب الواقعية (إنهاء مهمة ما) وتركز تجربة المستخدم على مشاعر المستخدم الصادرة من الجوانب الواقعية والممتعة في النظام.
بالإضافة لنظام آيزو، هناك تعريفات أخرى لتجربة المستخدم، انظر all about ux. البعض منها دُرِست في القانون ومجالات أخرى.(2009)

## التاريخ
ظهر مصطلح تجربة المستخدم على مجال معرفي أوسع من قبل دونالد نورمان وهو مهندس معماري مختص بتجربة المستخدم في منتصف التسعينات. أثرت تطورات عدة على ارتفاع الاهتمام بتجربة المستخدم.
حركت التطورات الأخيرة في الهواتف المحمولة المنتشرة في الأوساط الاجتماعية، وتقنيات الحاسب الملموسة، والتفاعل بين الإنسان والحاسب إلى جميع مناطق نشاط الإنسان فعلياً. قاد هذا إلى التغيير من هندسة صلاحية الاستخدام إلى نطاق أغنى من تجربة المستخدم، حيث تعطى مشاعر المستخدم ووحوافزه وقِيَمه قدراً مساوياً.. إذا لم يكن أكبر، من الاهتمام أكثر من الكفاءة، التأثير والرضا الشخصي الأساسي، مثلاً هناك ثلاث طرق تقليدية قابلة للقياس في تصميم المواقع، من المهم دمج مساهمات مختلفة:
1. التسويق
2. العلامة التجارية
3. التصميم المرئي
4. صلاحية الاستخدام

احتاج المهتمين بالتسويق والعلامات التجارية لدخول العالم التفاعلي حيث كانت السهولة في الاستخدام مهمة. احتاج المهتمون بسهولة الاستخدام لأخذ حاجات التسويق والعلامات التجارية والجماليات في الحسبان عند تصميم المواقع. تزود تجربة المستخدم منصةً لتغطية الاهتمامات من كافة المساهمين:
جعل المواقع سهلة الاستخدام وذات قيمة وفعالة للزوار. هذا يفسر سبب تركيز العديد من المنشورات المختصة على تجربة مستخدم المواقع.
أنشئ تخصص تجربة المستخدم لتغطية الرؤية الشمولية حول كيفية شعور شخص ما عن استخدام نظام ما. التركيز يكون على المتعة والقيمة وليس على الأداء. التعريف الدقيق، الإطار وعناصر تجربة المستخدم مازلت تتطور.

## المؤثرات على تجربة المستخدم
يمكن للكثير من العوامل التأثير على تجربة مستخدم في نظام ما. لتصنيف التنوع، العوامل المؤثرة على تجربة المستخدم يمكن أن تقسم إلى ثلاثة فئات رئيسية:
1. حالة المستخدم
2. الخبرة السابقة
3. خصائص النظام
4. السياق المستخدم (الوضع).

ساعد دراسة المستخدمين المثاليين ومحيطهم وتفاعلهم في تصميم النظام.

## الشعور اللحظي أو تجربة المستخدم العامة
التجارب الوحيدة تؤثر على تجربة المستخدم العامة: تؤثر تجربة النقر على المفتاح على تجربة كتابة رسالة نصية وتؤثر تجربة كتابة رسالة نصية على تجربة التراسل النصي وتؤثر تجربة التراسل النصي على تجربة المستخدم العامة على الهاتف، لا تعتبر تجربة المستخدم العامة مجموعةً من تجارب تفاعلية صغير وحسب، لأن بعض التجارب تلاحظ أكثر من غيرها.
تؤثر العوامل خارج حلقة التفاعل الحقيقي:
العلامة التجارية وآراء الأصدقاء والأخبار في الإعلام ...إلخ على تجربة المستخدم العامة.
يركز فرع واحد في بحث تجربة المستخدم على المشاعر، بعبارة أخرى، التجارب المؤقتة خلال التفاعل:
تصميم تفاعل عاطفي وتقييم المشاعر. هناك فرع آخر مهتم بفهم العلاقة طويلة المدى بين تجربة المستخدم وتقدير المنتج. في مجال الصناعة خصوصاً، تُرى تجربة المستخدم العامة الجيدة مع منتجات شركة ما شيئاً حاسماً في تأمين ولاء العلامة التجارية وتحسين نمو قاعدة العملاء. جميع المراحل المؤقتة في تجربة المستخدم (اللحظية، العرضية، وطويلة المدى) مهمة، لكن طرق تصميم وتقييم هذه المراحل يمكن أن تكون مختلفةً جداً.